# Vulcan cel etern
„Vulcan cel etern” (titlu original: „The Infinite Vulcan”) este al 7-lea episod din primul sezon al serialului TV american științifico-fantastic Star Trek: Seria animată. A avut premiera la 20 octombrie 1973 pe canalul NBC.
Episodul a fost regizat de Hal Sutherland după un scenariu de Walter Koenig.

## Prezentare
În timp ce vizitează Phylos, o planetă recent descoperită, Lt. Sulu ridică o instalație de mers, numită Retlaw, dar este otrăvit. Ființele extraterestre care populează planeta, care sunt un fel de plante, se apropie și îi salvează viața lui Sulu. De la ei echipajul descoperă că majoritatea celor de pe Phylos au fost șterși de pe fața pământului de către o plagă adusă pe planetă de către Dr. Keniclius, un om de știință care a supraviețuit Războaielor Eugenice ale Pământului.
O clonă gigantică de pe Keniclius, numită Keniclius Cinci, îl răpește pe Mr. Spock pentru a-l clona și de a crea un pacificator intergalactic, în detrimentul vieții lui Spock cel adevărat. (Deși Kirk niciodată nu a spus în serial Teleportează-mă, Scotty, în acest episod el spune Teleportează-ne, Scotty) 